# Innocenty X

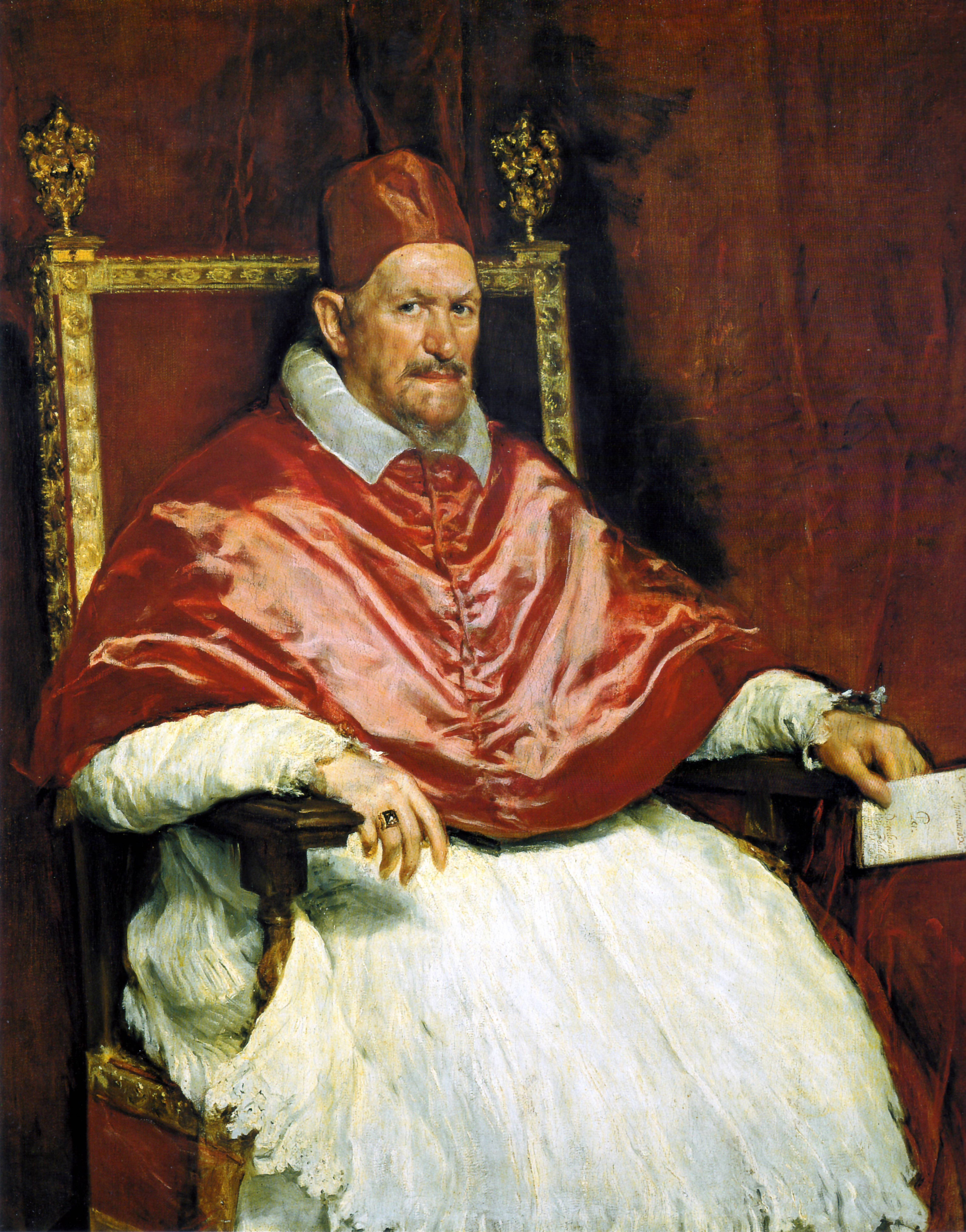
Portret papieża Innocentego X pędzla Velázqueza

Innocenty X (łac. Innocentius X, właśc. Giovanni Battista Pamfili (lub Giovanni Battista Pamphilj); ur. 7 maja 1574 w Rzymie, zm. 7 stycznia 1655 tamże) – 236. papież w okresie od 15 września 1644 do 7 stycznia 1655.

## Życiorys

### Wczesne życie
Jego przodkowie osiedli w Rzymie pod koniec XV wieku. Był prapraprawnukiem Aleksandra VI, tym samym ostatnim papieżem w historii, będącym bezpośrednim potomkiem innego papieża. Jego rodzicami byli Camillo Pamfili i Maria Cancellieri del Bufalo.
Został nakłoniony przez stryja, późniejszego kardynała Girolamo Pamphiljego, do wybrania kariery duchownej. W Collegio Romano obronił doktorat z prawa (1594). Pracował w Kurii Rzymskiej, w 1604 został sędzią trybunału Roty Rzymskiej (zastępując stryja mianowanego kardynałem); był także radcą Penitencjarii Apostolskiej. Od marca 1621 do 1625 przebywał z misją nuncjusza w Neapolu, następnie był radcą kardynała Francesco Barberiniego (starszego), specjalnego legata we Francji (1625) i Hiszpanii (1626).
19 stycznia 1626 został mianowany tytularnym patriarchą Antiochii, a w maju t.r. nuncjuszem w Hiszpanii. 30 sierpnia 1627 papież Urban VIII kreował nuncjusza Pamphiliego kardynałem (w sekretnym trybie in pectore), ujawniając nominację w listopadzie 1629. Otrzymał czerwony kapelusz i kościół tytularny S. Eusebio po powrocie z Hiszpanii, na konsystorzu 12 sierpnia 1630.
Pamphili jako kardynał zasiadał w sześciu stałych kongregacjach Kurii Rzymskiej:
- Kongregacji ds. Soboru Trydenckiego (od 1630, w 1639 został jej prefektem)
- Kongregacji ds. Kościelnych Immunitetów (od 1630, w 1639 został jej prefektem)
- Kongregacji Rozkrzewiania Wiary (od 1630)
- Kongregacji ds. Obrzędów (od 1630)
- Kongregacji Świętego Oficjum Inkwizycji (od 1642)
- Kongregacji ds. Ceremoniału (w 1644)

Ponadto od 12 stycznia 1643 do 14 marca 1644 sprawował kadencyjną funkcję kamerlinga Świętego Kolegium Kardynalskiego. Pełnił także urząd protektora zakonu bazylianów (1634) oraz wiceprotektora Królestwa Polskiego (1636).
Po długim pontyfikacie Urbana VIII, elektorzy na konklawe postanowili wybrać papieża starszego wiekiem, a zarazem nie tak profrancuskiego jak Urban. Wybór padł na kardynała Pamphiliego 15 września 1644 po 36-dniowym konklawe. Nowy papież przyjął imię Innocentego X, został koronowany 4 października 1644 i odbył ingres do bazyliki laterańskiej 23 listopada 1644.

### Pontyfikat
Papież Innocenty na początku pontyfikatu stanął przed zadaniem rozliczenia rodziny swojego poprzednika, Barberinich, która korzystając z wpływów dopuściła się licznych nadużyć. Kilku przedstawicieli Barberinich wyjechało pospiesznie z Rzymu i znalazło schronienie u kardynała Mazarina. Innocenty X powołał specjalną komisję mającą zbadać nadużycia finansowe i polityczne Barberinich, ostatecznie jednak po kilku latach udzielił przebaczenia i zezwolił im na powrót do Rzymu, a w 1653 mianował nawet kolejnego Barberiniego (Carlo, stryjecznego wnuka Urbana VIII) kardynałem.

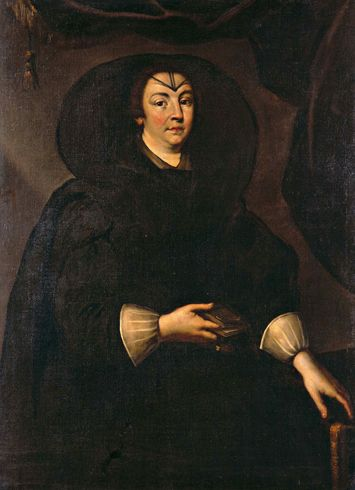
donna Olimpia Maidalchini

Sam papież Innocenty również nie był wolny od wady nepotyzmu, ale prawie żaden z jego krewniaków nie został podniesiony do godności kardynalskiej. Cień na pontyfikat Innocentego X rzuca natomiast zażyłość z wdową po jego bracie, donną Olimpią Maidalchini, która zdominowała i całkowicie podporządkowała sobie papieża. Innocenty spełniał wszystkie zachcianki bratowej i nie podejmował żadnej ważniejszej decyzji bez zasięgnięcia opinii „papieżycy Olimpii I”, z ukrycia wysłuchującej wszystkich audiencji. Tym sposobem w Rzymie zalegalizowana została prostytucja, z której korzyści czerpała signora Maidalchini. Jednak nie tylko na nierządzie pochodząca z wpływowego, lecz średnio zamożnego rodu arystokratka dorobiła się ogromnego majątku i jednego z najbardziej wystawnych dworów siedemnastowiecznej Europy – za przekonanie papieża do podjęcia konkretnej decyzji brała łapówki od dziesiątek tysięcy „potrzebujących”. Sam Innocenty również obsypywał bratową kosztownymi prezentami, co nie zmienia faktu, że i tak go notorycznie okradała, a po śmierci – ograbiła doszczętnie. Olimpia Maidalchini zdołała również m.in. zdobyć nominację kardynalską dla swojego syna, Camillo. Ten jednak po pewnym czasie zrezygnował z piastowanych funkcji by ożenić się z księżniczką Olimpią Aldobrandini di Rossano, sukcesorką rodu papieża Klemensa VIII, tworząc w ten sposób najbogatszy ród Italii. Innocenty, wbrew woli Olimpii, nie mianował bratanka sekretarza stanu Stolicy Apostolskiej, powołując zamiast niego, kardynała Giovanniego Giacomo Panciroliego. Dodatkowo powierzył realne rządy sekretarzowi stanu, co ukróciło wpływy kardynałów nepotów. Jednak domniemywany romans papieża z bratową, okazał się plotką.
W pierwszych latach pontyfikatu Innocentego X zakończyła się wojna trzydziestoletnia. Papież nie był zadowolony z zawartego w Westfalii traktatu pokojowego, uznając, że jest zbyt korzystny dla protestantów. 24 października 1648 papież ogłosił brewe Zelus domus Dei, w którym uznał warunki traktatu za nieważne, jednak głos ten został w Europie zlekceważony. W konflikcie hiszpańsko-francuskim Innocenty wspierał Hiszpanię, gdyż uważał, że stanowi ona mniejsze zagrożenie dla papiestwa. W 1648 nie zgodził się na uznanie Jana IV Bragancy królem zbuntowanej przeciwko władzy hiszpańskiej Portugalii i obsadzenie portugalskich biskupstw jego kandydatami, choć z drugiej strony nie potępił tego buntu.
Innocenty X wspierał działalność misyjną, podniósł znaczenie Kongregacji Rozkrzewiania Wiary (Propaganda Fide), kolegium dominikańskiemu w Manili (Filipiny) nadał rangę uniwersytetu. Wsparł decyzję Kongregacji Rozkrzewiania Wiary zabraniającą misjonarzom jezuickim w Chinach używanie w liturgii miejscowych rytuałów; ta decyzja została zmieniona przez jego następcę. 31 maja 1653 papież ogłosił bullę Cum occasione, w której zdecydowanie potępił tezy jansenistyczne, zawarte w dziele Jansena Augustinus. W 1650 Innocenty patronował obchodom w Rzymie Roku Jubileuszowego.
Był protektorem sztuki. W okresie pontyfikatu Innocentego X ukończono zdobienie wnętrza bazyliki watykańskiej, odbudowano Piazza Navona, wybudowano Villa Doria Pamphili. Słynny portret papieża namalował Diego Velázquez w 1650 roku.

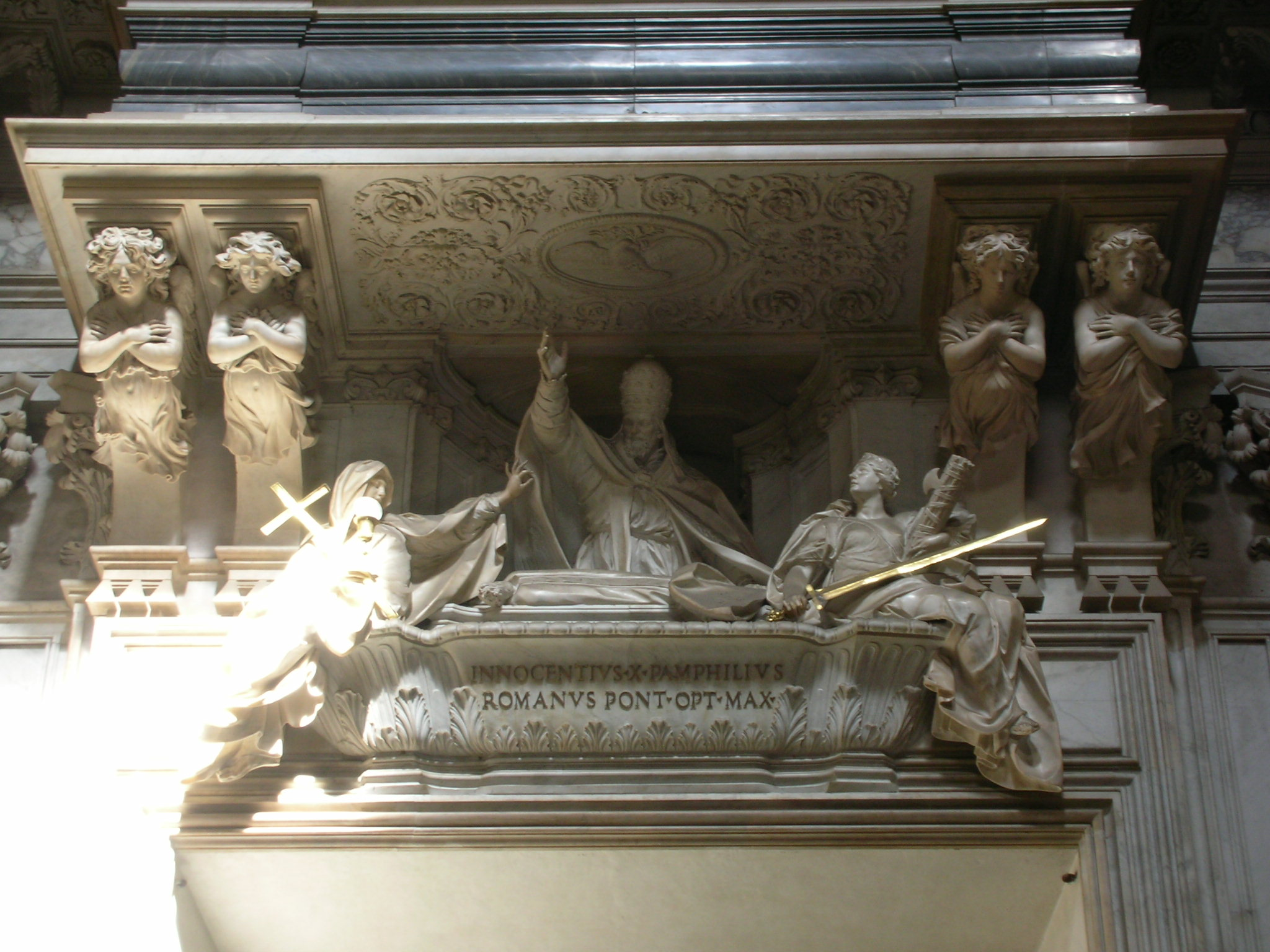
Grób Innocentego X

Papież Innocenty X dokonał reformy więziennictwa Państwa Papieskiego (wprowadzono wówczas podział na cele). W 1646 nominację kardynalską uzyskał Jan Kazimierz, syn Zygmunta III Wazy, który dzięki temu w honorowy sposób zakończył nowicjat jezuicki, a wkrótce został królem Polski.

## Nominacje kardynalskie
Kreował 40 kardynałów na ośmiu konsystorzach.

## Ważniejsze dokumenty dogmatyczne
- Konstytucja Cum occasione potępiająca pięć zdań Korneliusza Janseniusza, twórcy jansenizmu. Konstytucja ta uznawana jest za dokument nieomylny Kościoła katolickiego (BF, s. 337, Poznań, 2000).